# Kmitowie herbu Szreniawa

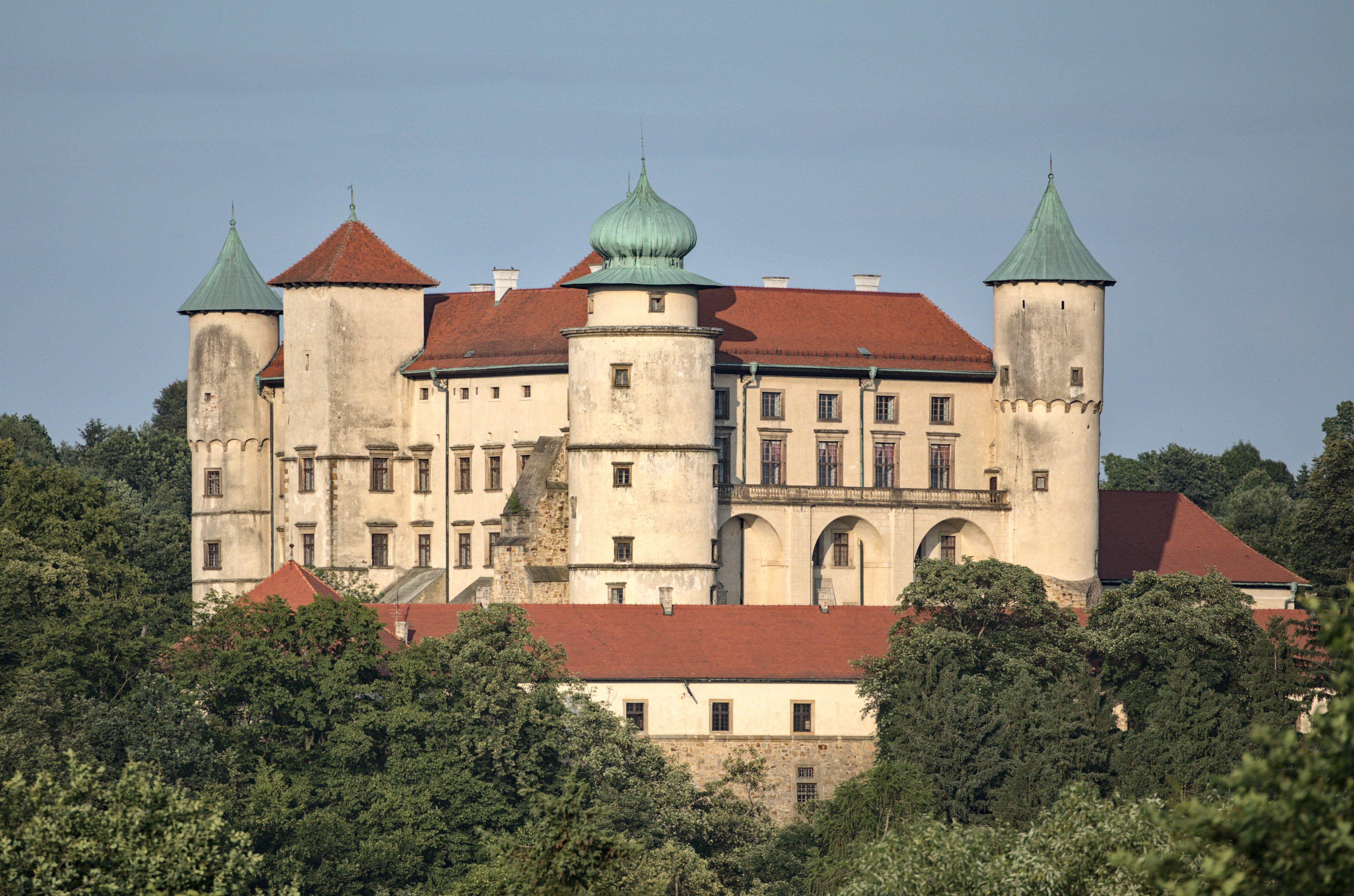
Zamek w Wiśniczu

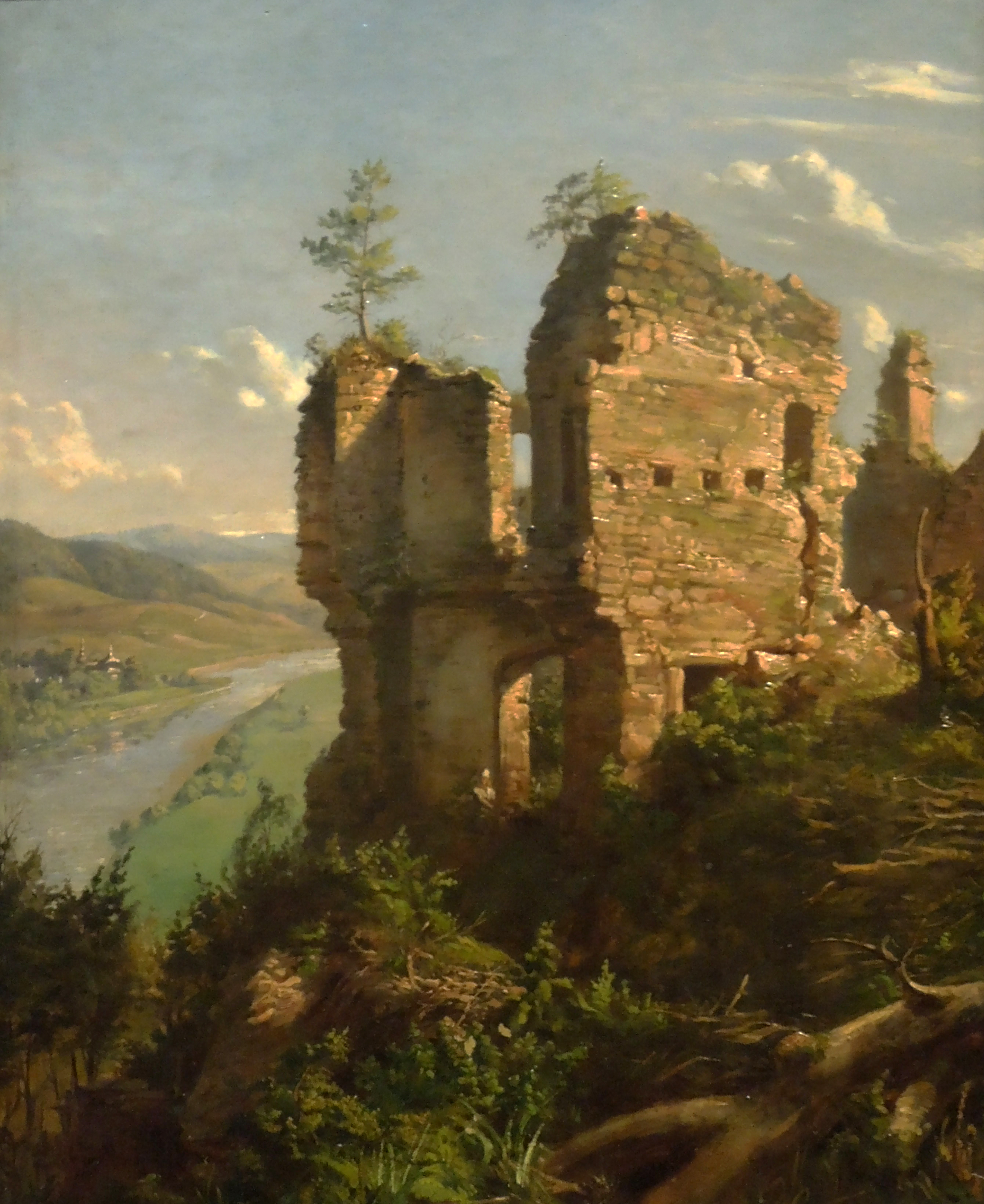
Ruiny zamku Sobień

Kmitowie – ród magnacki herbu Szreniawa.
Pierwsze wzmianki o Kmitach pochodzą z I poł. XIV wieku. Ród ten odziedziczył zamek w Nowym Wiśniczu, który posiadali do 1533 roku. W XVI wieku byli też właścicielami zamku w Mokrsku Górnym.
Pod koniec XIV wieku Kmitowie otrzymali też nadania ziemi na Pogórzu Przemyskim i w Bieszczadach. Za siedzibę obrali sobie zamek Sobień, a po jego zniszczeniu przez wojska węgierskie księcia Rakoczego przenieśli się do zamku w Lesku. 
Kmitowie, lokując kolejne wsie, posuwali się w górę Sanu i jego dopływów. Już na początku XV w. posiadali m.in. Solinę i Rajskie, w połowie XV w. istniały Tworylne i Stuposiany, Zagórz, Jawornik Polski, a pod koniec XVI w. byli właścicielami około 60 bieszczadzkich wsi, w tym Wetliny, Berehów Górnych, Ustrzyk Górnych i Sianek.
Główna linia rodu wymarła w XVI wieku.

## Przedstawiciele rodu Kmitów Szreniawów
- Jan Kmita (zm. 1376) – starosta krakowski
- Piotr Kmita (zm. 1409) – wojewoda krakowski, s. Jana
- Piotr Lunak Kmita (zm. 1430 r.), s. Piotra mąż Zofii Rzeszowskiej
- Klemens Kmita; (1421) h. Szreniawa ze Żmigrodu, starosta sanocki
- Zofia Kmitowa (Rzeszowska) (1430 – 1448) – żona Piotra Lunaka Kmity
- Jan Kmita (zm. 1450) – prowincjał prowincji czesko-polskiej franciszkanów
- Jan Kmita (zm. 1458/1460) – kasztelan lwowski, wcześniej przemyski
- Dobiesław Kmita (zm. 1478) – wojewoda sandomierski, wcześniej lubelski – brat Jana (zm. 1458/60) kasztelana
- Andrzej Kmita (zm. 1494) łac. Andreas Kmita de Wisnicze, frater germanus Petri Capitanei Scepusiensis et Stanislai, 1487, – starosta bełski i biecki, dworzanin królewski, syn Jana Kmity (zm. 1458/60) kasztelana
- Piotr Kmita (1442–1505) – wojewoda krakowski, marszałek koronny, s. Jana,(zm. 1458/60) kasztelana, brat Andrzeja i Stanisława
- Stanisław Kmita (ok. 1450-1511) – wojewoda wojewoda ruski, kasztelan sanocki, brat Andrzeja
- Piotr Kmita Sobieński (1477–1553) – wojewoda krakowski, marszałek wielki koronny, starosta spiski (1522–1553)
- Barbara Kmita (zm. w 1580) – żona Piotra Kmity
- Walenty Kmita – Valentino Kmitha de Wolia burgrabio arcis Cracoviensis, heredi in Sadowie et Bethkowicze (1574)
- Jan Kmita (1517–1588) – pisarz ziemski krakowski, poseł
- Jan Achacy Kmita (zm. ok. 1628) – poeta, prawdopodobnie mieszczanin podszywający się pod ród Kmitów Szreniawów